# Морокко (Індіана)
Морокко (англ. Morocco) — місто (англ. town) в США, в окрузі Ньютон штату Індіана. Населення — 1081 особа (2020).

## Географія
Морокко розташоване за координатами 40°56′38″ пн. ш. 87°27′1″ зх. д. / 40.94389° пн. ш. 87.45028° зх. д. (40.943922, -87.450190).  За даними Бюро перепису населення США в 2010 році місто мало площу 2,93 км², уся площа — суходіл. В 2017 році площа становила 2,76 км², уся площа — суходіл.

## Демографія
Згідно з переписом 2010 року, у місті мешкало 1129 осіб у 463 домогосподарствах у складі 299 родин. Густота населення становила 385 осіб/км².  Було 526 помешкань (179/км²).
Расовий склад населення:
| - 99,1 % — білих - 0,2 % — азіатів - 0,1 % — корінних американців - 0,1 % — чорних або афроамериканців |

До двох чи більше рас належало 0,4 %. Частка іспаномовних становила 2,2 % від усіх жителів.
За віковим діапазоном населення розподілялося таким чином: 23,3 % — особи молодші 18 років, 58,5 % — особи у віці 18—64 років, 18,2 % — особи у віці 65 років та старші. Медіана віку мешканця становила 40,5 року. На 100 осіб жіночої статі у місті припадало 102,0 чоловіків;  на 100 жінок у віці від 18 років та старших — 102,3 чоловіків також старших 18 років.
Середній дохід на одне домашнє господарство  становив 50 737 доларів США (медіана — 43 359), а середній дохід на одну сім'ю — 56 984 долари (медіана — 44 957). Медіана доходів становила 38 750 доларів для чоловіків та 36 875 доларів для жінок. За межею бідності перебувало 14,6 % осіб, у тому числі 12,3 % дітей у віці до 18 років та 15,6 % осіб у віці 65 років та старших.
Цивільне працевлаштоване населення становило 431 осіб. Основні галузі зайнятості: освіта, охорона здоров'я та соціальна допомога — 17,6 %, виробництво — 14,2 %, роздрібна торгівля — 10,4 %, оптова торгівля — 8,6 %.